# Corvera de Toranzo
Corvera de Toranzo es un municipio de la comunidad autónoma de Cantabria (España). Está situado en la comarca de los Valles Pasiegos, en la parte de la cuenca del Pas conocida como valle de Toranzo.

## Geografía
Integrado en la comarca de Valles Pasiegos, su capital, San Vicente de Toranzo, se sitúa a 42 km de Santander. El término municipal está atravesado por la carretera N-623 (Burgos-Santander), por la carretera autonómica CA-271, que conecta con Anievas, y por carreteras locales que permiten la comunicación dentro del municipio y con Santiurde de Toranzo.
| Noroeste: San Felices de Buelna | Norte: Puente Viesgo | Nordeste: Pando            |
| Oeste: Anievas                  |                      | Este: Santiurde de Toranzo |
| Suroeste: Arenas de Iguña       | Sur: Luena           | Sureste: Argomeda          |

El relieve del municipio está definido por el valle del río Pas (Valle de Toranzo), el cual hace de límite oriental, y por montañas de la Cordillera Cantábrica al oeste, entre las que destacan los picos Gildá (1064 m), Espina del Gallego (969 m) y Cuera (815 m). La altitud oscila entre los 1064 m al suroeste, en el límite con Arenas de Iguña, y los 90 m a orillas del río Pas. La capital municipal se alza a 168 m sobre el nivel del mar.
Limita al norte con el municipio de Puente Viesgo, al sur con Luena, al este con Santiurde de Toranzo y al oeste con Arenas de Iguña, Anievas y San Felices de Buelna.

## Historia
El Valle de Toranzo perteneció, como señorío, hasta el fin del Antiguo Régimen a los marqueses de Aguilar de Campoo, condes de Castañeda. Formó parte del Valle de Toranzo junto a Luena, Santiurde de Toranzo y Puente Viesgo, hasta la constitución de los ayuntamientos constitucionales, dentro de la merindad de las Asturias de Santillana.
Hasta la reforma de la nomenclatura municipal de 1916 el municipio se llamaba simplemente Corvera. En dicha fecha su nombre fue modificado por el de Corvera de Pas.

## Demografía
Corvera de Toranzo cuenta con una población de 2140 habitantes (INE 2024).
| Gráfica de evolución demográfica de Corvera de Toranzo entre 1842 y 2021 |
| |
| Población de derecho según los censos de población del INE Población de hecho según los censos de población del INEEn estos censos se denominaba Corbera: 1842, 1857, 1860, 1877, 1887, 1897, 1900 y 1910. En este censo se denominaba Corvera de Pas: 1920 |

## Economía
Este municipio ha conseguido, gracias a la hostelería (el Balneario de Alceda o la Casona Azul), turismo e industria alimentaria en general y láctea en particular (El Buen Pastor), frenar la regresión poblacional sufrida por buena parte de las comarcas interiores de Cantabria.
En lo relativo al turismo los grandes atractivos de Corvera de Toranzo son su patrimonio natural y su patrimonio artístico. En el primer caso destacan la ribera del río Pas, río truchero y salmonero, y los montes Cildá y Espina del Gallego, escenarios de las guerras cántabras, además de los numerosos conjunto arbóreos de gran belleza que lo pueblan. En cuanto al patrimonio artístico, sobresale la arquitectura civil y en concreto las casonas y palacios blasonados, como los de las familias Ceballos, Ruiz de Bustamante, Ruiz de Villegas y por otra parte destaca la torre de Agüero, en San Vicente de Toranzo y la Casona Azul, considerada hotel-palacio por Cultura.

## Administración y política

### Gobierno municipal
Mónica Quevedo Aguado es la actual alcaldesa de Corvera de Toranzo (PRC).
| Partido político                         | 2023  | 2023  | 2023       | 2019  | 2019  | 2019       | 2015  | 2015  | 2015       | 2011  | 2011  | 2011       | 2007  | 2007  | 2007       |
| Partido político                         | Votos | %     | Concejales | Votos | %     | Concejales | Votos | %     | Concejales | Votos | %     | Concejales | Votos | %     | Concejales |
| Partido Regionalista de Cantabria (PRC)  | 726   | 51,59 | 6          | 702   | 50,39 | 6          | 476   | 33,26 | 4          | 548   | 34,82 | 4          | 567   | 35,48 | 4          |
| Partido Popular (PP)                     | 491   | 34,89 | 4          | 468   | 33,59 | 4          | 623   | 43,54 | 5          | 807   | 51,27 | 6          | 797   | 49,87 | 6          |
| Partido Socialista Obrero Español (PSOE) | 158   | 11,22 | 1          | 210   | 15,07 | 1          | 308   | 21,52 | 2          | 200   | 12,71 | 1          | 223   | 13,95 | 1          |

### Organización territorial
- Alceda
- Borleña
- Castillo Pedroso
- Corvera
- Esponzués
- Ontaneda
- Prases
- Quintana de Toranzo
- San Vicente de Toranzo (capital)
- Sel del Tojo
- Villegar

## Patrimonio

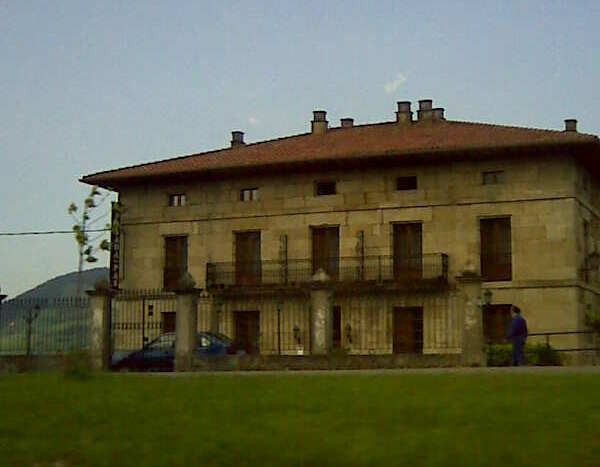
Casona del, hoy dedicada a la hostelería, en San Vicente de Toranzo

Cinco son los bienes de interés cultural de este municipio:
- Torre de Agüero, en San Vicente de Toranzo, monumento.
- Casa solariega de Díaz de Villegas y finca anexa, con portalada y cerramiento, monumento.
- Casona de Calderón de la Barca, en San Vicente de Toranzo, monumento.
- Es uno de los municipios por los que se extiende la zona arqueológica llamada Yacimientos de La Espina del Gallego, Cildá, El Cantón y Campo de Las Cercas. Los otros son: Anievas, Molledo, Arenas de Iguña, San Felices de Buelna y Puente Viesgo
- Lugar de Alceda, conjunto histórico.

Además, cuenta con dos bienes inventariados:
- Casona de la Sierra, en San Vicente de Toranzo.
- El Palacio de Ontaneda, en Ontaneda.